# Gaagal-Wanggaan-Nationalpark
Der Gaagal-Wanggaan-(South-Beach)-Nationalpark ist ein Nationalpark im Nordosten des australischen Bundesstaates New South Wales, etwa 85 Kilometer nördlich von Port Macquarie und rund 45 Kilometer südlich von Coffs Harbour.
Der Park umfasst den flachen Küstenabschnitt von der Mündung des Nambucca River gegenüber der Stadt Nambucca Heads im Norden bis zur Kleinstadt Scotts Head im Süden sowie das Ostufer des küstennah verlaufenden Warrell Creek. In der Sprache der örtlichen Aborigines, der Gumbaynggirr, bedeutet der Name Gaagal Wanggaan „südlicher Strand“ (South Beach). Die Aborigines sind auch an der Verwaltung des Parks beteiligt.
Im Nationalpark befinden sich etliche Kultstätten der Gumbaynggirr sowie natürliche Sanddünen, Heidelandschaft, kleine Regenwaldgebiete und Palmwälder. Im Bereich der Flussmündung werden auch Mangrovensümpfe, Salzwiesen und Seegrasfelder am Warrell Creek geschützt. Dieses feuchte Küstengebiet dient als Zwischenstation für Zugvögel und als Lebensraum für die Zwergseeschwalbe und den Strandtriel.
Der Park kann erwandert werden und ist auch mit allradgetriebenen Fahrzeugen zugänglich.